# Dubrava Križovljanska
Dubrava Križovljanska – wieś w Chorwacji, w żupanii varażdińskiej, w gminie Cestica. W 2011 roku liczyła 267 mieszkańców.